# Андроников, Иван Александрович
Ива́н Алекса́ндрович Андро́ников (7 февраля 1867, село Демьянское, Тобольские округ и губерния — не ранее 1928) — российский чиновник и церковный деятель, статский советник, тобольский краевед.

## Биография
Родился в семье чиновника. Окончил 5 классов тобольской гимназии (1883), омскую гражданскую гимназию (1886), два курса физико-математического факультета (1888) и юридический факультет Санкт-Петербургского университета (1891).
Заведующий Курганской поземельно-устроительной партией, старший производитель её работ, коллежский асессор (1890-е), надворный советник, член Тобольского губернского статистического комитета (1903) и Тобольского епархиального училищного совета, старший чиновник в Тобольском поземельно-устроительном отряде, коллежский советник (1906), старший чиновник по составлению отводных записей в Тобольской губернии, статский советник (1907), заведующий Поземельно-устроительным переселенческим делом Тобольского района, чиновник особых поручений V класса в Переселенческом управлении (1909).
Помощник присяжного поверенного в Тюмени (1910-е), присяжный поверенный (1915), товарищ председателя Тобольского чрезвычайного епархиального съезда духовенства и мирян, делегат Всероссийского съезда духовенства и мирян (1917).
В 1917 году член Поместного Собора Православной Российской Церкви по избранию как мирянин от Тобольской епархии, участвовал в 1-й сессии.
В 1927 году юрисконсульт в районном Переселенческом управлении Новосибирска.

## Сочинения
- Тобольская губерния как район колонизации. — СПб., 1911.
- Материалы по землевладению и экономическому быту оседлых инородцев Тобольской губернии. — Тобольск, 1911.